# Оперативный план «Y»
Оперативный план «Y» — японский оперативный план обороны в районе Андаманских и Никобарских островов, островов Суматра, Ява и Тимор во время Второй мировой войны. Составленный в мае 1943 года, он действовал одновременно с «Оперативным планом „Z“».

## Цели и задачи плана
Цели и задачи в этом плане были аналогичными целям и задачам в плане «Z», но с некоторыми отличиями.

### Цели
Оперативные цели плана сводились к следующему:
1. Установить линию обороны в районе Андаманских и Никобарских островов, островов Суматра, Ява и Тимор, укрепить основные позиции, расположенные вдоль этой линии обороны. На местных командующих обороны возлагалось оперативное принятие контрмер против любого нападения на эту линию. Объединенный японский флот должен был находиться в готовности возле островов Трук.
2. В случае нападения противника нужно завлечь его к основной позиции и уничтожить совместными действиями базовой авиации и авианосных ударных соединений, которые должны применять тактику маневренных атак.
3. Проводить постоянные атаки против авианосцев США для ослабления американских сил.

### Задачи
Для осуществления этих целей предстояло выполнить следующие задачи:
1. Ведение непрерывного и тщательного наблюдения за главными силами флота США с помощью подводных лодок.
2. Проводить постоянную разведку с помощью авиации.
3. Ослабление противника за счет удара по его передовым базам.
4. При получении сообщения об установлении огневого контакта с противником, Оперативному флоту Японии незамедлительно выйти в море и в тесном взаимодействии с авиацией и подводными силами уничтожить противника. Первоочередными целями являются авианосцы противника, а затем уже транспорты.
5. Гарнизонам пунктов, атакованных противником, стараться уничтожать его у береговой черты. При условии, что противнику удастся с боем высадиться, местные силы японской армии должны постоянно контратаковать его и не допустить образования плацдармов для продвижения в глубь японской обороны.

## Дислокация сил

### Военно-морские силы
В распоряжении местного командования имелось лишь незначительное количество малых кораблей, обеспечивающих защиту этого района с моря. Эти корабли были приданы флоту юго-западного района, стоящему в Сингапуре, и 2, 3 и 4-му южным экспедиционным флотам в Сурабае, Маниле и Амбоине соответственно.

### Военно-воздушные силы
Основные силы 23-й воздушной флотилии находились в районе острова Целебес. Остальные — в Маниле и в северной части острова Суматры. Но уже после сентября 1943 года 13-й воздушный флот, состоящий из 23 и 28-й воздушных флотилий, имел такую же дислокацию.